# Tarsotropidus vaneyeni
Tarsotropidus vaneyeni là một loài bọ cánh cứng trong họ Cerambycidae.